# Тримбл, Исаак
Исаак Риджвей Тримбл (англ. Isaac Ridgeway Trimble; 15 мая 1802 — 2 января 1888) — американский офицер и гражданский инженер, генерал армии Конфедерации в годы Гражданской войны, известный в основном участием в атаке Пикетта в сражении под Геттисбергом.

## Ранние годы
Тримбл родился в округе Калпепер, штат Виргиния, в семье Джона и Рэйчел Риджвей Тримбл. Его семья почти сразу переселилась в штат Кентукки. 23 ноября 1818 года Тримбл по протекции Генри Клея поступил в академию Вест-Пойнт, которую окончил 17-м по успеваемости в выпуске 1822 года. Несмотря на выдающиеся успехи в инженерии, его определили в артиллерию сразу в постоянном звании второго лейтенанта. 10 лет он прослужил лейтенантом в 3-м и 1-м артиллерийских полках, с 1824 с 1830 год находился на топографической службе, но в 1832 году покинул армию вместе с некоторыми своими одноклассниками по Вест-Пойнту, решив заняться железнодорожным строительством.
Тримбл был дважды женат: в 1831 году на Марии Кэттел Пресстман из Чарльстона, которая умерла в 1855, и затем на её сестре Энн Фергюсон Пресстман. От первого брака у него было два сына, Дэвид Черчилль Тримбл и Уильям Пресстман Тримбл, которые пережили его. Вскоре после отставки он по просьбе жены переселился в Мэриленд, который с тех пор считал своим родным штатом. Он помогал разрабатывать маршрут железной дороги Балтимор-Огайо. Также работал инженером при создании дороги Бостон-Провиденс, старшим инженером при пенсильванской ж.д., дороги Вильмингтон-Балтимор и др. В 1849 году он построил в Балтиморе станцию Президент-Стрит-Стейшен. Сейчас это самая старая станция в Америке, в 1997 году её отреставрировали и превратили в балтиморский военный музей.

## Гражданская война
Когда началась гражданская война, Тримбл участвовал в попытках предотвратить переброску федеральной армии в Вашингтон, для чего было подожжено несколько мостов к северу от Балтимора. Осознав, что Мэриленд не будет отделяться от Союза, Тримбл переместился в Вирджинию и в мае 1861 года вступил в вирджинскую армию в звании полковника инженерных частей. 9 августа 1861 года он был повышен до бригадного генерала армии Конфедерации. Ему поручили организовать артиллерийские батареи на реке Потомак и впоследствии - руководство обороной Норфолка. Чуть позже ему поручили одну из бригад в Потомакской Армии Конфедерации. Бригаду составляли полки различных штатов, но Тримбл сумел организовать их в боеспособное боевое соединение. Бригада стала 7-й бригадой дивизии Ричарда Юэлла и состояла из четырех пехотных полков:
- 15-й Алабамский пехотный полк: полковник Джеймс Кенти
- 21-й Джорджианский пехотный полк: полковник Джон Мерсер
- 16-й Миссисипский пехотный полк: полковник Кэрнот Посей
- 21-й Северокаролинский пехотный полк: полковник Уильям Киркланд

Весной 1862 года он впервые принял участие в сражении во время кампании в долине Шанандоа генерала Джексона Каменная Стена. Тримбл проявил себя в сражении при Кросс-Кейс, где его бригада отбила атаку федерального генерала Джона Фремонта, после чего взяла инициативу в свои руки и сама перешла в контратаку, заставив противника отступить. Во время Семидневной Битвы бригада так же состояла при армии Джексона, хотя была всего несколько раз задейстована в бою. Она хорошо сражалась в сражении при Гэйнс-Милл и чуть позже, после неудачных атак при Малверн-Хилл, Тримбл предлагал повторить атаку ночью, но его предложение было отклонено.
Во время Северовирджинской кампании бригада Тримбла хорошо проявила себя в сражении у Кедровой Горы, а затем разбила федеральную бригаду в Первом сражении при Раппаханок-Стейшен. Тримбл участвовал в обходном марше Джексона во фланг армии Джона Поупа (Рейд на станцию Манассас), и на Тримбла пришлась основная нагрузка во время боя у Манассас-Стейшен, когда был захвачен склад федеральной армии. Марш-бросок Тримбла и его действия у станции заслужили похвалу Джексона, который сказал, что «это было самое яркое, из всего, что произошло в поле моего зрения за эту войну». Этот маневр вынудил Поупа атаковать сильные оборонительные позиции Джексона и понести серьёзное поражение во Втором Сражении при Бул-Ране. Тримбл принял участие в составе дивизии Ричарда Юэлла и был ранен в ногу 29 августа. Рана была такая тяжёлая, что некоторые сочти её следствие попадания разрывной пули. Бригаду Тримбла передали во временное командование Джеймсу Уокеру.
Ногу удалось сохранить, но выздоровление затянулось надолго. Ещё несколько месяцев спустя доктора находили и извлекали осколки кости. У него развились некоторые дополнительные осложнение и его надежды стать командиром дивизии были отложены до полного выздоровления. Тримбл не скрывал своих желаний и однажды сказал генерала Джексону (возможно, в шутку): «Генерал Джексон, пока война не кончилась, я намерен стать генерал-майором или хотя бы корпусным!» Джексон написал ему рекомендацию, где, однако, отметил свои сомнения в его дисциплинированности.
Наконец, 17 января 1863 года он был повышен до генерал-майора и стал командовать прежней дивизией Джексона, хотя здоровье ещё не позволяло ему присутствовать на поле боя. В сражении при Чанселорсвилле этой дивизией командовал бригадный генерал Рэлей Колстон. В итоге он передал дивизию Эдварду Джонсону и 28 мая 1863 отправился в тыл, на службу в долину Шенандоа.

## Геттисберг
В июне 1863 года Северовирджинская армия генерала Ли перешла Потомак и начала Геттисбергскую кампанию. Тримбл рвался в бой, отчасти потому, что хорошо знал местность со времени службы на железной дороге. Под Харрисбергом он нашёл корпус генерала Юэлла и стал работать в его штабе внештатным сотрудником. Время от времени они конфликтовали с Юэллом - в основном из-за врождённой бестактности Тримбла.
К Геттисбергу корпус Юэлла подошел в полдень 1 июля, сразу атаковал XI федеральный корпус и обратил его в бегство. Тримбл считал, что надо немедленно атаковать Кладбищенский холм, но Юэлл придерживался иного мнения. Тримбл просил у него дивизию, уверяя, что возьмет холм - но Юэлл отказал. Тогда Тримбл попросил хотя бы бригаду. Юэлл снова отказал. «Дайте мне тогда хороший полк и я возьму холм!» - сказал Тримбл, но Юэлл снова не дал согласия, тогда Тримб швырнул на землю свою саблю и вообще ушёл из корпуса, не желая служить под началом такого офицера, как Юэлл.
3 июля Тримблу поручили командовать дивизией генерала Дурси Пендера, смертельно раненого за день до этого. Ему предстояло участвовать в атаке на Кладбищенский хребет, известной как "атака Пикетта" или "атака Пикетта-Тримбла-Петтигрю". В этой атаке участвовали две северокаролинские бригады его дивизии: генералов Лэйна и Лоуренса. Они стояли во второй линии атакующих, позади дивизии генерала Петтигрю (бывшая дивизия Генри Хета). Положение Тримбла осложнялось тем, что он никогда ранее не командовал этими бригадами. Тримбл повел дивизию в бой верхом на коне и вскоре был ранен в левую ногу - туда же, куда и в первый раз. Несмотря на слабость, он сумел пешком вернуться на Семинарский хребет. Его дивизия не дошла даже до Эммитсберской дороги, и помешали ей в основном отступающие в беспорядке солдаты дивизии Петтигрю.
Тримблу ампутировали ногу и из-за опасения инфекции его не стали забирать с собой, а оставили в Геттисберге. Он пролежал в федеральном госпитале до августа. Геттисберг стал концом его военной карьеры. Полтора года он провёл в плену на острове Джонсона и форте Уоррен. Его предлагали амнистировать сразу после плена, но военный секретарь Симон Кэмерон предложил этого не делать, ввиду того, что Тримбл слишком хорошо знал северные железные дороги. В марте 1865 года Улисс Грант отправил Тримбла в Сити-Пойнт для обмена военнопленными, но война уже подходила к концу. Тримбл был амнистирован в Линчберге 16 апреля 1865 вскоре после капитуляции генерала Ли под Аппоматоксом.

## Послевоенная деятельность
После войны Тримбл жил с деревянной ногой. Он вернулся в Балтимор и снова стал инженером. Он умер в Балтиморе и похоронен на кладбище Грин-Маунт, и считается одним из самых известным мэрилендцев, сражавшихся за Конфедерацию.

## В кино
Морган Шеппард сыграл роль Тримбла в фильмах "Геттисберг" и "Боги и генералы".